# Feliciano Zach
Feliciano Zách (in ungherese Zá(c)h Felicián; ... – Visegrád, 17 aprile 1330) è stato un militare ungherese.

## Biografia
Fu per molto tempo al servizio del nobile Matteo Csák che dominava la parte settentrionale del Regno di Ungheria ma dopo essere riuscito ad accumulare poteri e possedimenti passò al servizio del re Carlo Roberto d'Angiò assicurandogli cospicue entrate e affidandogli la figlia Clara Zách affinché venisse cresciuta a corte come dama di compagnia della regina Elisabetta di Polonia. Qui la ragazza conobbe il fratello della regina Casimiro di Polonia.
Quello che successe a corte non è mai stato chiarito, secondo alcuni la ragazza venne sedotta da Casimiro su istigazione della regina che non credeva alla sua innocenza, secondo altri venne invece violentata dal giovane.
In ogni caso il padre, venuto a sapere del fatto, volle vendicarsi e il 17 di aprile del 1330 arrivò a corte con l'intenzione di uccidere la coppia reale. Il re venne ferito lievemente ma la regina nel tentativo di proteggere i figli perse quattro dita della mano destra.
Feliciano venne catturato e il re ordinò che venisse messo a morte immediatamente, ma la nobiltà lo istigò a estendere la condanna a tutta la sua famiglia, potendo in questo modo impossessarsi dei suoi averi. Per sfuggire alla condanna molti furono costretti all'esilio.
La punizione che venne imposta alla famiglia Zách servì al re per consolidare il suo potere e per ottenere maggior rispetto da chiunque. Anni dopo però il re volle organizzare un viaggio a Gerusalemme per chiedere perdono ed espiare i suoi peccati ma rientrò poco tempo dopo la partenza per timore di una vendetta dei parenti esiliati.